# Giáo xứ Kính Danh
Giáo xứ Kính Danh là một xứ đạo Công giáo La Mã thuộc Giáo hạt Phú Nhai, Giáo phận Bùi Chu. Giáo xứ bao gồm các giáo dân các giáo khu: Thánh Tâm, Mẫu Tâm, Vinh Sơn và Giuse.
Quản xứ hiện tại là Linh mục Vinh sơn Nguyễn Văn Hiến.
Nhà thờ chính của giáo xứ là nhà thờ Kính Danh, tọa lạc tại giáo khu mẫu tâm (giáo khu cả), xã Xuân Trung, Xuân Trường, Nam Định